# 中国植物生理与植物分子生物学学会
中国植物生理与植物分子生物学学会（英語：Chinese Society for Plant Biology），是由中华人民共和国植物生物学工作者组成的学术组织，隶属于中国科学技术协会。

## 概况
中国植物生理与植物分子生物学学会成立于1963年10月，前身是中国植物生理学会，2010年3月更名为现名。现拥有会员6000余人，下设10个专业委员会、4个分会和3个工作委员会。

## 历届理事长
- 第一届：罗宗洛
- 第二届：罗宗洛
- 第三届：殷宏章
- 第四届：沈允钢
- 第五届：许智宏
- 第六届：沈允钢
- 第七届：汤章城
- 第八届：许政暟（后由陈晓亚接任）
- 第九届：许智宏
- 第十届：许智宏
- 第十一届：陈晓亚[2]

## 出版物
期刊：
- 《Molecular Plant》
- 《植物生理学报》